# Ystads garnison
Ystads garnison var en garnison inom svenska Försvarsmakten som verkade i olika former åren 1812–1997. Garnisonen var belägen i sydöstra Ystad.

## Historik
Garnisonen i Ystad var under dess existens koncentrerad till olika platser. Garnisonens historia kan dock sägas sträckas tillbaka till när det medeltida försvarstornet kompletterades med en bostadsdel och med tiden blev Krageholms slott. 

### Östergatan-Krypgränd
Den första riktiga garnisonsplatsen uppfördes på Östergatan då det 1812 anlades ett kasernetablissement för kavalleriet. Kasernetablissementet bestod av fem byggnader. År 1845 överlät stadens borgerskap kasernetablissementet till staten. År 1882 lämnade kavalleriet staden och staden blev utan ett militärt förband fram till 1897, då ett nytt kasernetablissement anlades på Dragongatan. Det före detta kasernetablissementet revs successivt med åren och den sista byggnaden försvann 1975.

### Dragongatan

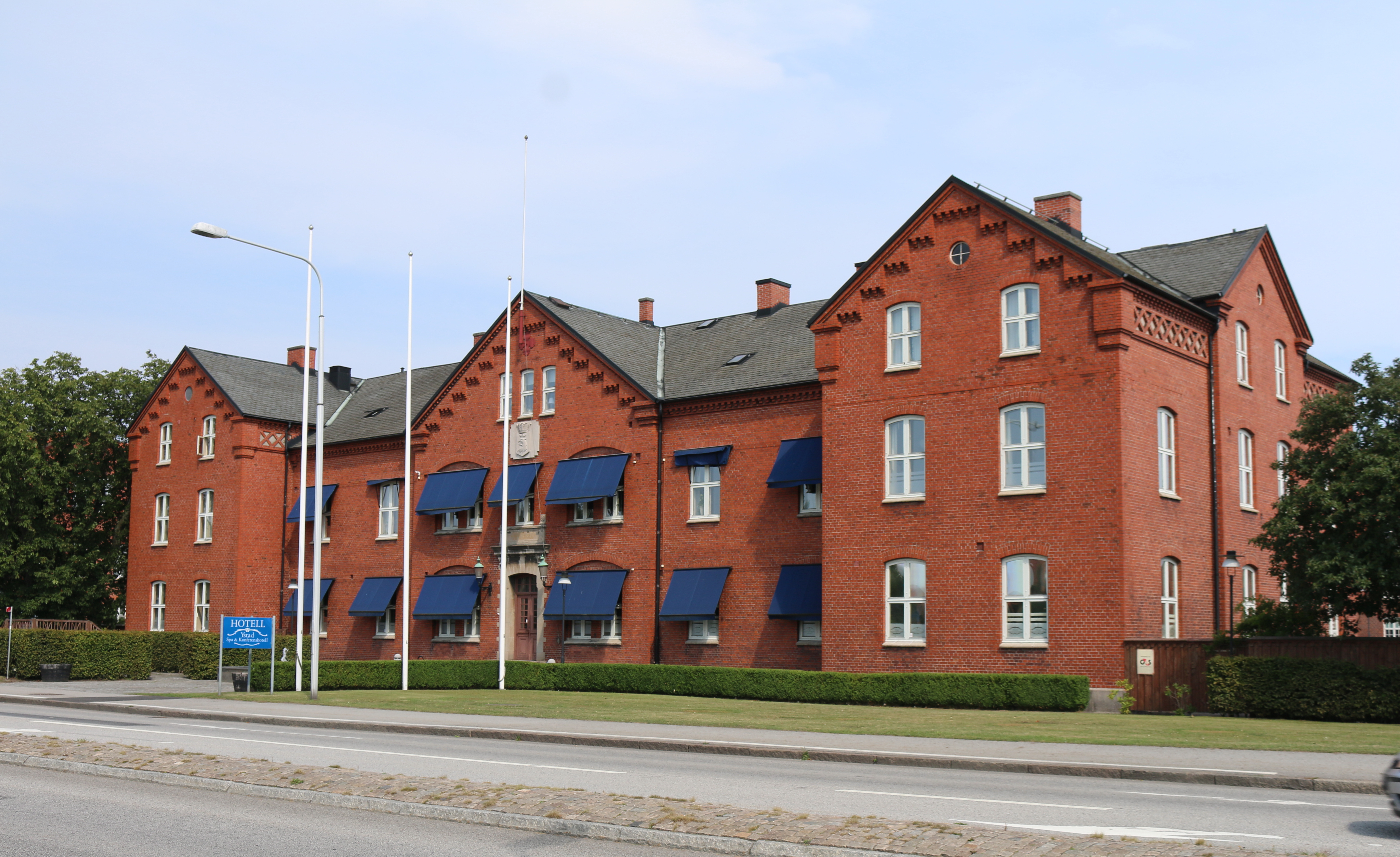
Före detta kanslihuset vid regementet.

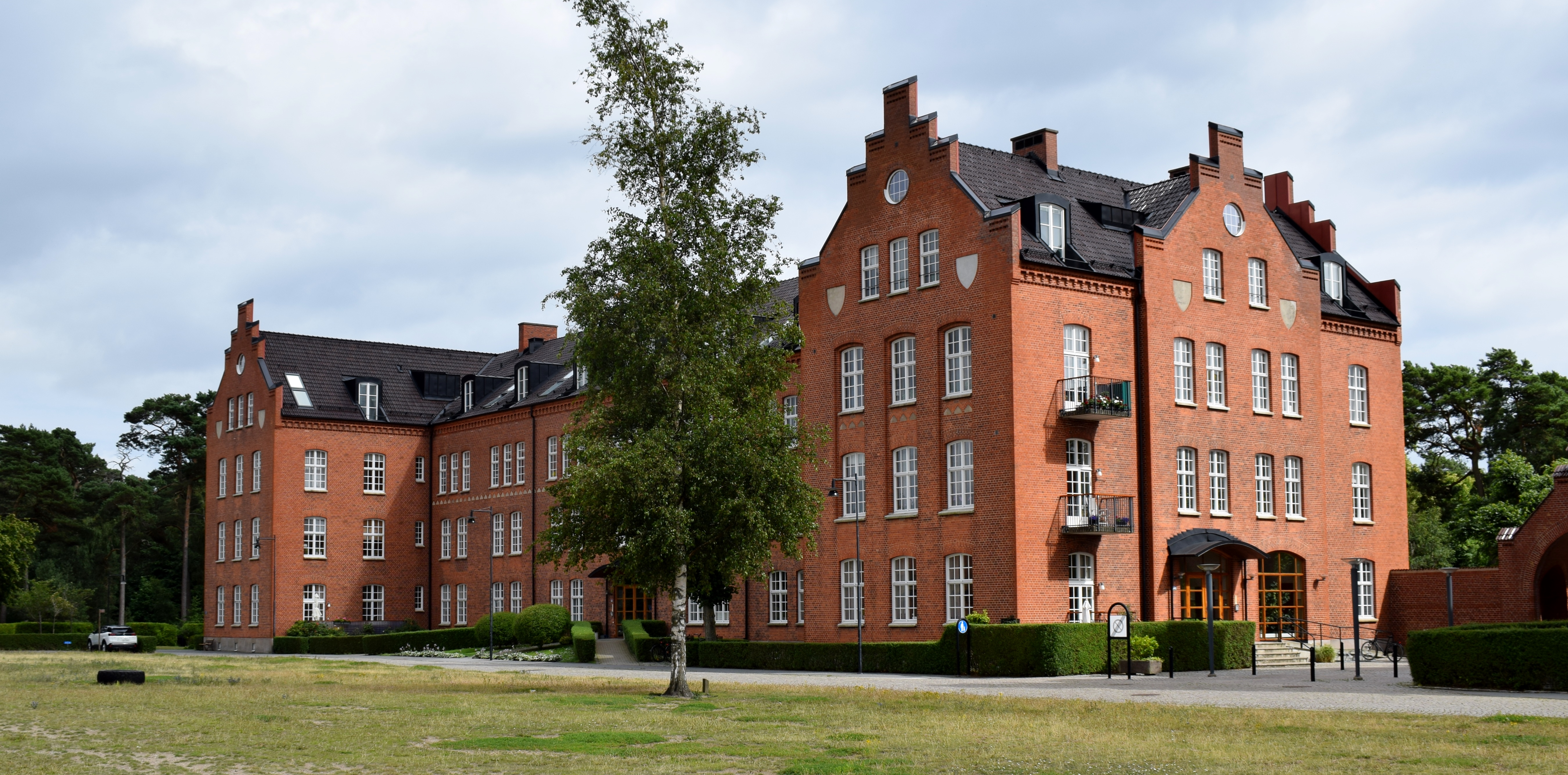
en av de två ursprungliga kasernerna.

Till kasernetablissementet på Dragongatan uppfördes två kaserner efter 1892 års härordnings byggnadsprogram. Kasernerna är uppförda enligt ett blocksystem, istället för det då rådande stilen med sidokorridorssystem. I samband med 1901 års härordning byggdes kasernetablissementet till med kaserner ritade av arkitekten Erik Josephson. Totalt anlades ett 40-tal byggnader inom kasernetablissementet. Det första militära förbandet som förlades till Dragongatan var Skånska dragonregementet (K 6). Den 1 januari 1917 förlades även Kavalleriets underofficersskola till garnisonen. Underofficersskolan omlokaliserades redan den 1 januari 1919 till Skövde garnison. I samband med försvarsbeslutet 1925 avvecklades kavalleriförbandet i Ystad den 31 december 1927, men kvarstod som avvecklingsorganisation fram till den 31 mars 1928. Staden kompenserades med att Södra skånska infanteriregementet förlades till staden den 1 april 1928. Förbandet övertog officiellt de före detta kavallerikasernerna den 11 augusti 1928. Viss utbildning kvarstod på Revingehed, som varit regementets tidigare mötesplats. Den 1 oktober 1952 tillkom ett kavalleridetachement till garnisonen, då den tidigare cykelkavallerikontingenten från Skånska kavalleriregementet (K 2) överfördes till Livregementets husarer (K 3) och förlades till Ystad garnison. Detachementet avvecklades den 30 juni 1956. År 1963 övergick Södra skånska infanteriregementet från att varit ett infanteriförband till att bli ett pansarförband. Det innebar att stridsfordonsförbanden utbildades på Revingehed och hjulfordonsförbanden i Ystad. I samband med försvarsbeslutet 1982 påbörjades en större flyttkarusell i Skåne, vilket resulterade i att utbildningen till Malmöbrigaden (PB 7) lokaliserades helt till Revingehed. Kvar i Ystad blev endast regementes- och försvarsområdesstaben. Som kompensation för de arbetstillfällen som försvann från kommunen omlokaliserades Skånska luftvärnsregementet (Lv 4) den 1 juli 1982 från Malmö till Ystad. Luftvärnet och infanteriet bodde sida vid sida inom garnisonen på Dragongatan fram till försvarsbeslutet 1996. Ett beslut som resulterade i att hela garnisonen avvecklades den 31 december 1997. Regementsstaben vid Södra skånska regementet uppgick då i Södra skånska brigaden under det nya namnet Södra skånska regementet och Södra skånska brigaden (MekB 7). Försvarsområdesstaben vid regementet, Malmö försvarsområde (Fo 11), integrerades som Södra skånska gruppen inom det nyupprättade Skånes försvarsområde (Fo 14), under ledning av Skånska dragonregementet (P 2). Sammanslagningen av försvarsområde Fo 11 och Fo 14 berodde delvis på den länsreform som skedde 1998 där bland annat Malmöhus län och Kristianstads län bildade Skåne län. Skånska luftvärnskåren (Lv 4) avvecklades helt. 

## Minnesstenar och minnesmärken
| Bild | Minnessten                                                   | Koordinater                                     | Kort beskrivning |
| ---- | ------------------------------------------------------------ | ----------------------------------------------- | --- |
|      | Skånska dragonregementet                                     | 55°25′54″N 13°50′23″Ö / 55.431769°N 13.839808°Ö | Minnessten över Skånska dragonregementets tid i Ystad åren 1882–1927. |
|      | Södra skånska infanteriregementet, Södra skånska regementet, | 55°25′54″N 13°50′23″Ö / 55.431769°N 13.839808°Ö | Minnessten Södra skånska infanteriregementet i Ystad åren 1928–1963 och Södra skånska regementet åren 1963–1997. |
|      | Skånska luftvärnskåren                                       | 55°25′54″N 13°50′23″Ö / 55.431769°N 13.839808°Ö | Minnessten över Skånska luftvärnskåren samt dess tid på kasernområdet i Ystad åren 1982–1997. |
|      | Skånska luftvärnskåren                                       | 55°25′58″N 13°50′26″Ö / 55.432788°N 13.840654°Ö | Beredskapssoldaten vid Ystads militärhistoriska museum. Text på skulpturen: Ära - Skyldighet - Vilja. Skulpturen, Beredskapssoldaten, i brons står framför Ystads militärhistoriska museum. Den är gjord 1956 av Jonas Fröding. Skulpturen är en gåva till Skånska luftvärnskåren (Lv 4) i Malmö av Lv 4:s kamratförening. Vid omlokaliseringen av Skånska luftvärnskåren till Ystad följde Beredskapssoldaten med och efter nedläggningen i Ystad fick den sin nuvarande placering. |

### Trycka källor
- Holmberg, Björn (1993). Arméns regementen, skolor och staber: [en uppslagsbok] : en sammanställning. Arvidsjaur: Svenskt militärhistoriskt bibliotek (SMB). sid. 10, 16, 20–21, 25, 34, 59. Libris 7796532. ISBN 91-972209-0-6
- Berg, Ejnar (2004). Vyer från kastaler, kastell och kaserner: guide över Sveriges militära byggnader : illustrerad med vykort. Stockholm: Probus. sid. 214–216. Libris 9818451. ISBN 91-87184-75-3